# Luca Formenton
Luca Formenton Macola (Milano, 28 maggio 1953) è un editore italiano.

## Biografia
Figlio di Cristina Mondadori e Mario Formenton e nipote di Arnoldo Mondadori, dal 1993 è presidente della casa editrice Il Saggiatore e presidente della Fondazione Arnoldo e Alberto Mondadori, che opera attivamente per la valorizzazione del lavoro editoriale in Italia ed è tra gli enti promotori di Bookcity Milano (del cui Comitato d'indirizzo Formenton è vicepresidente).
Studia Lettere moderne all'Università degli Studi di Pavia negli anni 1973-1976 con Cesare Segre e Maria Corti.
Accanto alla riproposta degli autori e delle opere storiche del Saggiatore, sotto la direzione di Luca Formenton sono entrati a far parte del catalogo della casa editrice autori quali James Agee, Enrico Deaglio, Joan Didion, Robert Fisk, Carlos Fuentes, Anthony Giddens, Allen Ginsberg (di cui è stata pubblicata l'opera omnia), Stephen Jay Gould, Norman Manea, Iris Murdoch, Luigi Nono, Yōko Ogawa, David Peace, Lisa Randall, Annemarie Schwarzenbach, Peter Singer, Leo Spitzer, Nassim Taleb, Alain Touraine, Dimitris Lyacos.
Si segnala inoltre la pubblicazione dell'opera integrale di Jean Genet.
Nel 1996 ha fondato con Enrico Deaglio il settimanale Diario.
Insegna al Master in Editoria, giornalismo e management culturale presso la Facoltà di Lettere e Filosofia della Sapienza - Università di Roma.
È membro del comitato scientifico di Souq (Centro studi per la sofferenza urbana), parte della Casa della carità fondata a Milano da Don Virginio Colmegna.